# 文化遺産・観光・手工芸省

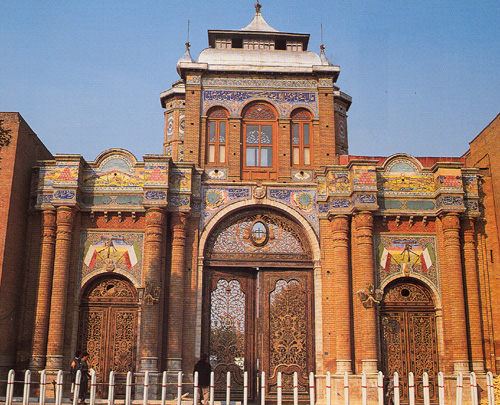
文化遺産・観光・手工芸省のいくつかのオフィスが置かれているバーグ・メッリーの門。ガージャール朝期に建てられた。

文化遺産・観光・手工芸省 （ ペルシア語: وزارت میراث فرهنگی، گردشگری و صنایع دستی ایران / 英語: Ministry of Cultural Heritage, Tourism and Handicrafts、英略称: MCTH）は、イラン政府の省の一つで、イランの多数の博物館複合施設を監督する行政機関であり、教育および研究機関である。1985年にイランの議会によって11の研究および文化組織を統合し設立され、政府によって管理され、資金を供給されていた。2019年、それまでのイラン文化遺産・手工芸・観光庁（ICHHTO）に代わり省となった 。 現在の大臣はアリ・アスガル・モネサンで 、 ハッサン・ロウハーニー大統領によって2019年8月21日に任命されている。  
多くの雑誌や書籍の出版と監督を行っており、外国の博物館や学界と連携してプロジェクトを実施しており、その活動はスミソニアン博物館と似ている。 

## 管轄下の博物館と宮殿
- イラン国立博物館
- モルヴァーリード宮殿
- サアダーバード宮殿
- ニヤーバラーン・コンプレックス
- ゴレスターン宮殿
- イマーム広場
- イラン・ガラス陶器博物館
- イラン・カーペット博物館
- レザ・アッバースィー博物館
- 国立自動車博物館
- アルゲ・バム
- シラーズ・パールス博物館
- 国立医学博物館

## 管轄する考古学プロジェクト
- チョガ・ザンビル
- ソルターニーイェ
- ビーストゥン
- タフテ・ソレイマーン
- アルゲ・バム
- ペルセポリスとパサルガダエ

文化遺産・観光・手工芸省はイランのすべての州に支部をもち、各支部は、地元のプロジェクト、サイト、博物館を管理および運営している。 